# Jill Tarter
Jill Cornell Tarter (16 gennaio 1944) è un'astronoma statunitense che nella sua tesi di dottorato propose per la prima volta il termine di nana bruna nel 1975.
Conosciuta per il suo lavoro sulla ricerca di intelligenza extraterrestre, è stata direttrice del Centro di Ricerca SETI del SETI Institute a Mountain View in California.

## I primi anni e l'educazione
Jill Tarter crebbe nello stato di New York, e si diplomò alla Eastchester High School nel 1961 (fu eletta dalla sua associazione nella Hall of fame degli alumni nel 2001). Suo padre (morto quando Jill aveva 12 anni) fu una vera ispirazione, incoraggiando la curiosità della figlia ed evitando di suggerirle di seguire ambiti ritenuti più appropriati per una ragazza quando la figlia annunciò di voler diventare un'ingegnere. In un viaggio con la famiglia verso la Florida lei e suo padre guardarono il cielo scuro, chiedendosi chi o che cosa potrebbe esserci là fuori.
Tarter guadagnò un Bachelor of Engineering Physics come studentessa della Cornell University e come unica donna nel programma di ingegneria. Il suo interesse professionale verso l'astronomia emerse mentre perseguì un Master's degree e uno PhD alla Università della California - Berkeley. Fu nella sua tesi di dottorato che coniò il termine nana bruna (brown dwarf, in inglese) mentre stava studiando oggetti stellari di piccola massa che non riescono ad avviare la fusione termonucleare dell'idrogeno.

## Carriera

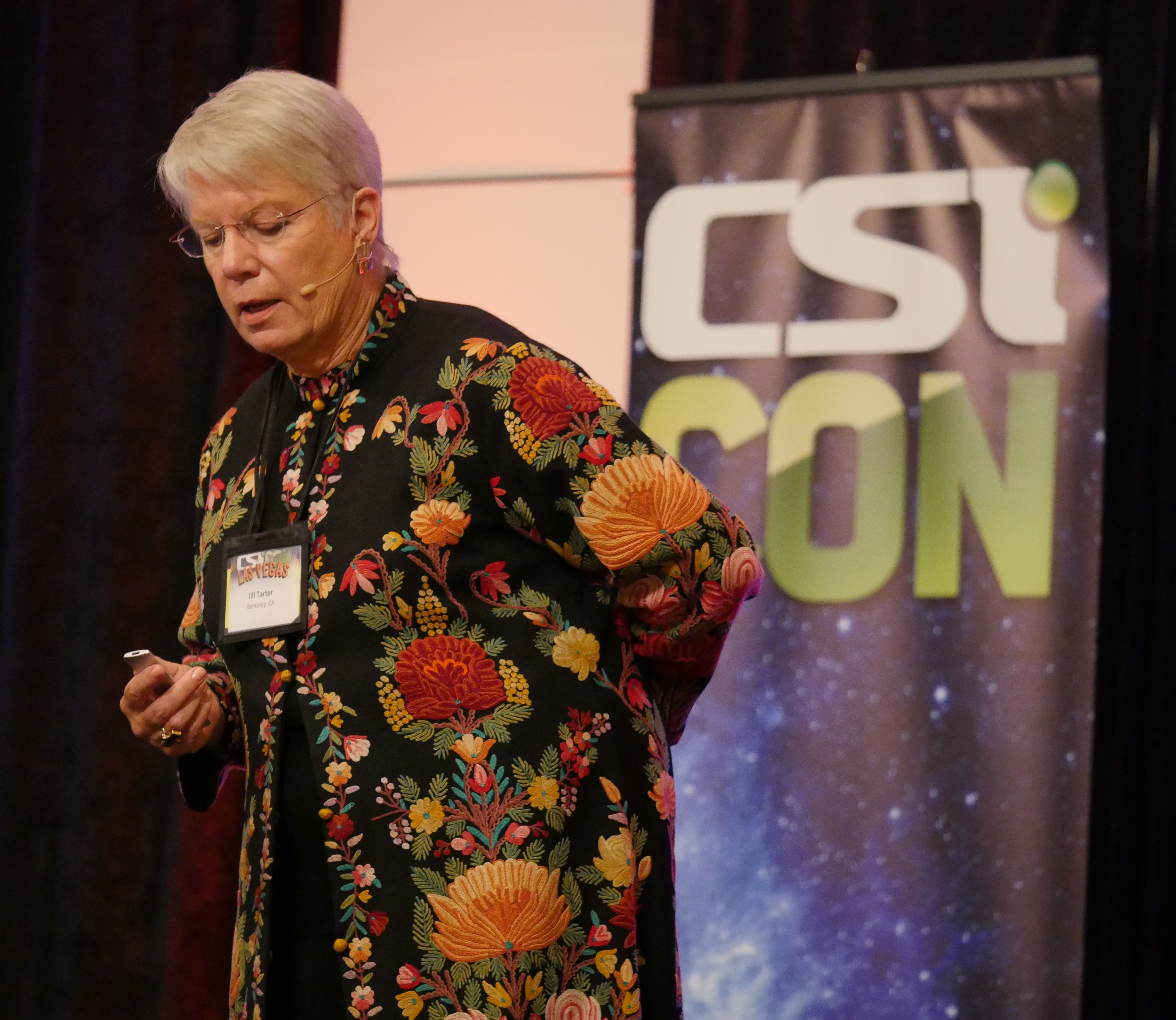
"Life Beyond Earth" CSICon 2016

Tarter lavorò ad una serie di importanti progetti scientifici, la maggior parte dei quali riguardanti le ricerche sulla vita extraterrestre. Da studentessa laureata, trasse inspirazione per le sue ricerche presso il SETI dal Cyclops Report della NASA. Stuart Bowyer le diede il rapporto da leggere quando scoprì che Tarter poteva programmare l'ormai obsoleto computer PDP-8 che era stato donato da Jack Welch all'Osservatorio Radio Hat Creek per il progetto SETI di Bowyer. Jill Tarter lavorò con Bowyer al progetto di ricerca-radio SERENDIP e creò il corrispondente acronimo inverso, "Ricerca di emissioni radio extraterrestri da popolazioni intelligenti vicine sviluppate". Lavorò come project scientist per la High Resolution Microwave Survey (HRMS) della NASA tra il 1992 e il 1993 e successivamente divenne direttrice del Project Phoenix (riconfigurazione HRMS) sotto il patrocinio del SETI Institute. Fu co-creatrice con Margaret Turnbull del HabCat nel 2002, un componente principale del Project Phoenix. Tarter pubblicò dozzine di documenti tecnici e conferenze, entrambe sulla ricerca di intelligenze extraterrestri e il bisogno di una corretta educazione scientifica. Dopo 35 anni spesi nella ricerca di vita extraterrestre, annunciò il suo ritiro nel 2012.
Il 20 ottobre, 2006, Tarter apparve nel podcast Point of Inquiry per discutere sulla domanda: "Siamo da soli?". Tarter dichiarò: "Gli umani avranno un punto di vista differente riguardo all'essere umano se e quando sapremo la risposta alla domanda Siamo soli?".
Nel 2011, Jill Tarter tenne un dibattito, "Vita intelligente nell'universo: c'è qualcuno là fuori?", al primo Starmus Festival nelle 
isole Canarie. Il festival, fondato dall'astronomo Garik Israelian, era un misto di astronomia, scienze della vita, musica ed arte. Successivamente, Tarter si unì allo Starmus Board of Directors, insieme all'astrofisico britannico Brian May (componente della band Queen), il fisico teorico Stephen Hawking, il biologo evoluzionista Richard Dawkins ed altri. Il suo discorso del 2011 fu pubblicato nel libro Starmus: 50 Years of Man in Space. Tarter è un membro del Comitato consultivo del Curiosity Stream.
Nel maggio del 2013, fu introdotto al Congresso il premio Science Laureates of the United States Act. Tarter fu segnalata da un commentatore come possibile candidato per la posizione di laureato della scienza, se l'atto fosse stato approvato.
Nel 2017, la giornalista scientifica Sarah Scoles pubblicò una biografia di Jill Tarter e la storia di SETI, chiamata Making Contact: Jill Tarter and the Search for Extraterrestrial Intelligence.

## Riconoscimenti e premi
Il lavoro di Tarter sull'astrobiologia e il suo successo come scienziata le hanno fatto ottenere vari premi da numerose organizzazioni scientifiche.
- Le fu assegnato un Lifetime Achievement Award da parte di Women in Aerospace nel 1989[1].
- Fu eletta socia del Committee for Skeptical Inquiry nel 1994[16].
- Chabot Observatory l'ha nominata la loro persona dell'anno nel 1997[1].
- Telluride Tech Festival Award of Technology nel 2001[17].
- Fu eletta socia dell'American Association for the Advancement of Science nel 2002 e della California Academy of Sciences nel 2003.
- Adler Planetarium Women in Space Science Award nel 2003[18].
- Fu nominata tra le 100 più influenti personalità del mondo da Time Magazine in 2004[19].
- Due medaglie del servizio pubblico da parte dalla NASA[20]
- l'asteroide della fascia principale 1999 TJ16, scoperto nel 1999, nel 2005 è stato denominato in suo onore 74824 Tarter dall'Unione Astronomica Internazionale.
- Wonderfest's Carl Sagan Prize for Science Popularization nel 2005[21].
- Destinataria del TED Prize nel 2009[22][23].

## Cultura di massa
Il lavoro astronomico di Tarter è illustrato nel romanzo di Carl Sagan, Contact. Nella sua versione cinematografica, la protagonista Ellie Arroway è interpretata da Jodie Foster. Tarter si è tenuta in contatto con l'attrice mesi prima e durante il film, e Arroway fu basato sul lavoro di Tarter. È stata anche inserita nel video musicale Symphony of Science di John Boswell, "La poesia della realtà (Un inno per la scienza)".
Prima di Seticon II nel 2012, Tarter ha affrontato le preoccupazioni riguardo all'invasione da parte degli alieni, come quelle viste nei film di fantascienza, in particolare quelle rappresentate da Stephen Hawking. Correlata alle riserve di Hawking è la sua credenza che gli esseri umani non dovrebbero tentare di trasmettere segnali per contattare civiltà aliene (SETI attivo). Tarter pensa che gli alieni si siano evoluti abbastanza per comunicare e viaggiare sulla Terra.